# (140620) Raoulwallenberg
(140620) Raoulwallenberg est un astéroïde de la ceinture principale.

## Description
(140620) Raoulwallenberg est un astéroïde de la ceinture principale. Il fut découvert le 21 octobre 2001 à l'Observatoire Desert Eagle par William Kwong Yu Yeung. Il présente une orbite caractérisée par un demi-grand axe de 2,78 UA, une excentricité de 0,07 et une inclinaison de 7,2° par rapport à l'écliptique.

## Compléments